# Ezzelino III da Romano
Ezzelino III da Romano (Romano d'Ezzelino, 25 de abril de 1194-Soncino, 27 de septiembre de 1259) fue un condotiero y dictador italiano. También es conocido como Ecelino da Romano, señor de la marca de Treviso, conocido como "el feroz" o "el terrible".

## Biografía
Perteneció a la familia de los Ezzelino siendo el hijo primogénito de Ezzelino II "el monje" y hermano de Alberico da Romano y de Cunizza da Romano. Se le conoció como un hábil militar gibelino, partido que comandó en la zona septentrional de Italia, pero su memoria está sobre todo marcada por las torturas y otras violencias que cometió. Heredó los dominios de Bassano del Grappa, Marostica así como todos los castillos de los montes Euganes. Gracias a sus conquistas, estuvieron bajo su dominio Trento, Belluno, Vicenza, Verona, Bassano, Padua y Brescia, creando un territorio asimilable a una señoría. Fue aliado y protegido del emperador Federico II, con cuya hija Selvaggia contrajo nupcias en 1238, convirtiéndosre en vicario imperial en el noreste italiano. Tras la muerte en 1250 de Federico II su poder disminuyó, siendo acusado en 1254 de herejía por el papa Alejandro IV. Su influencia sin embargo no desapareció y se apoderó de Brescia en 1258.
En 1259 fue vencido por la liga en su contra, comandada por el marqués de Ferrara, Azzo VII. Murió poco después, a los 65 años.

## En laDivina Comedia
Dante Alighieri en La Divina Comedia lo coloca en el canto XII del Infierno, sumergido en un río de sangre, castigado por ser violento con el prójimo.

Y aquella frente de pelo tan negro/ es Azzolino...
 Canto XII